# Monti Climiti
Monti Climiti este o arie protejată (arie specială de conservare — SAC, sit de importanță comunitară — SCI) din Italia întinsă pe o suprafață de 2.972 ha, integral pe uscat.

## Localizare
Centrul sitului Monti Climiti este situat la coordonatele 37°08′12″N 15°07′36″E / 37.136667°N 15.126667°E.

## Înființare
Situl Monti Climiti a fost declarat sit de importanță comunitară în septembrie 1995 pentru a proteja 2 specii de plante și 15 specii de animale. Situl a fost protejat și ca arie specială de conservare în decembrie 2017.

## Biodiversitate
Situată în ecoregiunea mediteraneană, aria protejată conține 9 habitate naturale: Păduri de Olea și Ceratonia, Pseudostepă cu ierburi și specii anuale de Thero-Brachypodietea, Păduri de Quercus ilex și Quercus rotundifolia, Râuri mediteraneene cu debit intermitent, cu specii de Paspalo-Agrostidion, Peșteri inaccesibile publicului, Tufărișuri termo-mediteraneene și de pre-deșert, Pante stâncoase calcaroase cu vegetație casmofită, Sarcopoterium spinosum phryganas, Păduri de stejar alb estice.
La baza desemnării sitului se află mai multe specii protejate:
- plante (2): Dianthus rupicola, Ophrys lunulata
- păsări (13): Alectoris graeca whitakeri, fâsă-de-câmp (Anthus campestris), șerpar (Circaetus gallicus), erete de stuf (Circus aeruginosus), Falco biarmicus, Falco naumanni, șoim călător (Falco peregrinus), muscar-gulerat (Ficedula albicollis), acvilă pitică (Hieraaetus pennatus), ciocârlie de pădure (Lullula arborea), gaia neagră (Milvus migrans), viespar (Pernis apivorus), turturică (Streptopelia turtur)
- reptile (2): țestoasă bănățeană (Testudo hermanni), elaphe situla (Zamenis situla)

Pe lângă speciile protejate, pe teritoriul sitului au mai fost identificate 48 de specii de plante, 8 specii de păsări, 1 specie de amfibieni, 7 specii de mamifere, 160 de specii de nevertebrate, 6 specii de reptile.